# Krone Nutzfahrzeug-Gruppe
Die Krone Nutzfahrzeug-Gruppe ist die Nutzfahrzeugsparte der Bernard Krone Holding SE & Co. KG; als Konzernobergesellschaft fungiert die Krone Commercial Vehicle SE mit Sitz in Werlte im Landkreis Emsland. Krone ist einer der größten Hersteller von Lkw-Anhängern und Sattelaufliegern in Europa.

## Geschichte

### Gründung und Expansion im In- und Ausland
1906 ließ sich der Schmiedemeister Bernhard Krone in Spelle nieder und legte damals den Grundstein für ein Unternehmen im Nutzfahrzeugbau. Unter seinem Sohn Bernard Krone I kam ein Maschinenhandel sowie eine kleine Landmaschinenfertigung hinzu.
In den Jahren nach dem Zweiten Weltkrieg profitierte Krone von dem wirtschaftlichen Aufschwung im landwirtschaftlichen Sektor, sodass die Produktion der Landmaschinen anwuchs und 1963 ein neues Werk in Werlte gebaut wurde. Die Produktion der Landmaschinen, Kipper und Miststreuer fand guten Absatz.
1970 ging landesweit der Kauf bzw. die Bestellungen von landwirtschaftlichen Geräten und Nutzfahrzeugen stark zurück. Im selben Jahr wurde die Fahrzeugwerk Bernard Krone GmbH gegründet. Nach dem Tod von Bernard Krone II 1970, übernahm dessen 29-jähriger Sohn Bernard Krone III das Unternehmen. 1971 erhielt er einen Auftrag der Firma Kässbohrer für die Fertigung von Chassis für Auflieger. Nachdem dieser Auftrag abgearbeitet war, begann Bernard Krone III noch im selben Jahr im Zweigwerk in Werlte mit der Produktion von Nutzfahrzeugen für die Transportwirtschaft. 1973 erfolgte die Gründung der LVD Bernard Krone, die seitdem für den Vertrieb und für Dienstleistungen im Bereich der Landtechnik verantwortlich ist.
Zur Unterscheidung von anderen Herstellern hatte Krone die Idee, einen „Krone“-Schriftzug sowie einen Unterfahrschutz am Heck der Anhänger bzw. Auflieger anzubringen, wie es bereits in skandinavischen Ländern üblich war. Im Jahr 1973 brachte Krone zusätzlich im Boden der Anhänger und Sattelauflieger eine Coil-Mulde für den sicheren Transport von Stahlrollen an.
Anfang 1996 stellte Krone einen „Swap Trailer“ als Neuheit vor. Dabei handelte es sich um einen speziellen Anhänger mit einer 15,65 Meter langen Wechselbrücke, der wie ein Sattelauflieger aussah und sich mit durchgehender Ladefläche auch so beladen ließ, der jedoch mit einer Starrdeichsel mit dem Zugfahrzeug verbunden war, sodass es sich dabei theoretisch um einen Gliederzug handelte. Das Bundesverkehrsministerium in Bonn teilte diese Ansicht jedoch nicht, stufte den Anhänger als Sattelzug ein und erteilte dafür keine Zulassung. Knapp 25 Jahre später griff Krone das Thema erneut auf und stellte im September 2020 den „Swap Liner“ vor, einen Sattelauflieger der 2 Standardwechselbrücken mit jeweils 7,45 Metern Länge aufnehmen kann. Seitdem im Jahr zuvor die gesetzlich maximal erlaubte Länge für Lang-Lkws Typ 1 auf 17,88 Meter angehoben worden war, entspricht dieser Sattelauflieger den verkehrsrechtlichen Vorschriften.

### Übernahmen und Neuausrichtung
Im April 2000 übernahmen die Bernard Krone Holding GmbH und die Wabash National Corporation in einem gemeinsamen Joint Venture zu je 50 Prozent den dänischen Aufbautenhersteller Norfrig, der daraufhin in die Krone-Gruppe eingegliedert und in Krone-Wabash A/S umbenannt wurde. Seit diesem Zeitpunkt produziert Krone Kühlkoffer in verschiedenen Ausführungen und ist inzwischen Europas zweitgrößter Produzent von Kühlsattelaufliegern.
Im Jahr 2006 produzierte das Krone-Werk in Werlte insgesamt 26.000 rollende Einheiten, wobei täglich 130 Einheiten die Fabrikhallen verließen. Zwischen 1997 und 2008 wuchs der Umsatz bei Krone um ca. 20 Prozent. Im Werlte-Werk waren 2020 rund 1.000 Mitarbeiter beschäftigt, die jährlich bis zu 30.000 Nutzfahrzeuge produzierten.
Gemeinsam mit dem türkischen Unternehmen Doğuş Otomotiv gründete Krone 2012 das Joint Venture Krone Dogus Treyler im türkischen Tire, das die Absatzregionen Nordafrika, Osteuropa und den Nahen Osten bedient. Anfang 2015 übernahm das Fahrzeugwerk Bernard Krone Doğuş Otomotiv, womit die Produktionsstätte in Tire zu 100 Prozent in das Eigentum von Krone überging.
Im Januar 2016 wurden unter dem Dach der Krone Nutzfahrzeug-Gruppe die Fahrzeugwerk Bernard Krone GmbH und die Brüggen Fahrzeugwerke sowie die Service-Gesellschaften miteinander verschmolzen. Auch die bisherigen Krone-Tochtergesellschaften wie die Gigant Achsen, Krone Used, das Trailerwerk in der Türkei und die verschiedenen ausländischen Vertriebsgesellschaften wurden in die neue Krone Nutzfahrzeug-Gruppe integriert. Die Krone Nutzfahrzeug-Gruppe firmiert seitdem unter der Krone Commercial Vehicle SE mit Sitz in Werlte.

### Jüngere Entwicklungen
Zusammen mit der Firma Liebherr gründete Krone Anfang 2019 die Marke Celsineo für die Entwicklung, Produktion und den Vertrieb von modularen Kältesystemen für die Kühllogistik. Im selben Jahr übernahm Krone 100 Prozent der Anteile der niederländischen Knapen-Gruppe aus Deurne mit ihren Tochtergesellschaften.
Von 2019 bis 2021 baute Krone in Lingen auf einer Fläche von 13 Hektar mit dem „Future Lab“ ein 20 Millionen Euro teures Testzentrum, das neben einer Maschinenhalle mit Werkstätten sowie einer Testhalle mit Prüfständen und Büros eine Teststrecke enthält, auf der das Verhalten von Lkw-Anhängern und Landmaschinen auf der Straße geprüft wird.
Seit 2022 bietet Krone einen elektrifizierten Trailer (eTrailer) von Trailer Dynamics an, der zu einer Senkung des CO2-Ausstoßes um 20 bis 40 Prozent führen soll und mit Sattelzugmaschinen aller Hersteller kombiniert und eingesetzt werden kann. Ein Jahr später nahm der eTrailer im Zuge des „Mission Record Run“ im Rahmenprogramm der Rennserie FIA European Truck Racing Championship (ETRC) 2023 teil.
Im August 2023 wurde die Fahrzeugwerk Krone Beteiligungs-GmbH auf die Krone Nutzfahrzeug-Gruppe verschmolzen.
Im Juni 2024 beteiligt sich Krone an Schwarzmüller.

## Unternehmensstruktur
Als direkte Muttergesellschaft der Krone Nutzfahrzeug-Gruppe fungiert die Bernard Krone Holding SE & Co. KG. Die Gruppe umfasst 24 Tochtergesellschaften, die in der Krone Commercial Vehicle SE gebündelt sind, darunter die vier Hauptmarken Fahrzeugwerk Bernard Krone (Werlte, Deutschland), Brüggen (Herzlake und Lübtheen, Deutschland), Gigant (Dinklage, Deutschland) und Knapen Trailers (Deurne, Niederlande) sowie verschiedene ausländische Vertriebsgesellschaften.
Im Geschäftsjahr 2021/22 erwirtschafte das Unternehmen einen Konzernumsatz in Höhe von 1,69 Mrd. Euro und beschäftigte 2.800 Mitarbeiter.

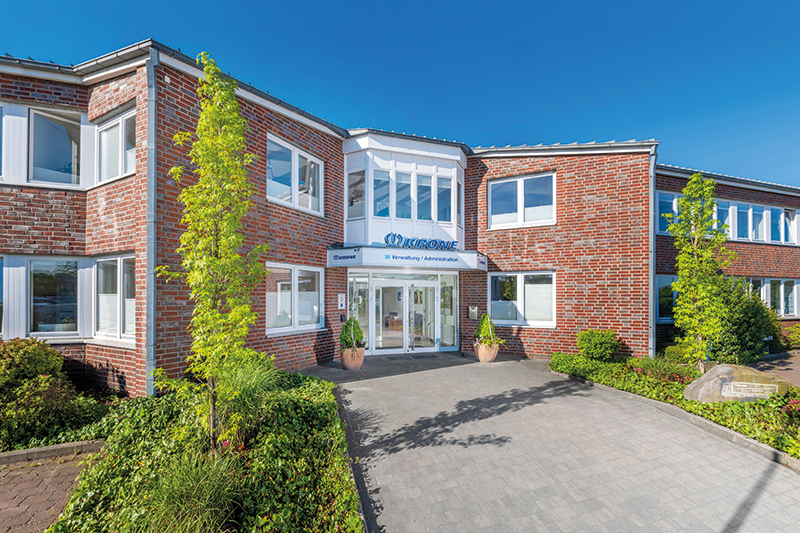
Krone Verwaltung
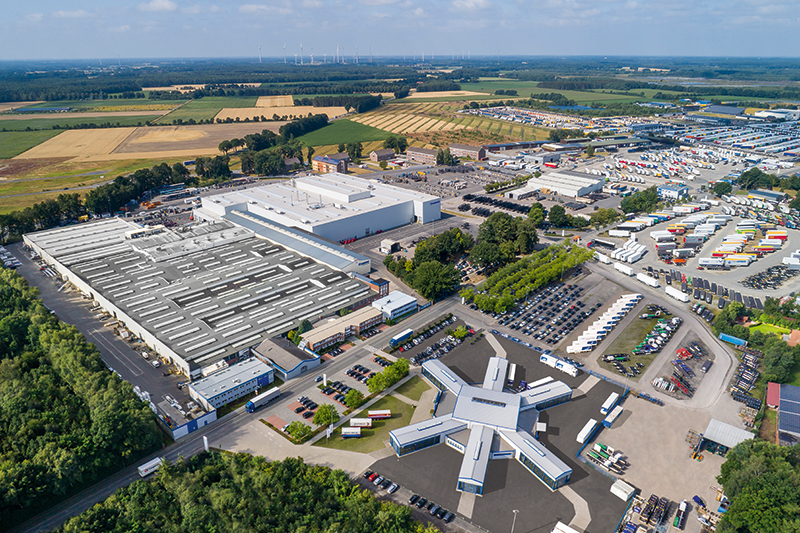
Krone Luftaufnahme

## Produkte

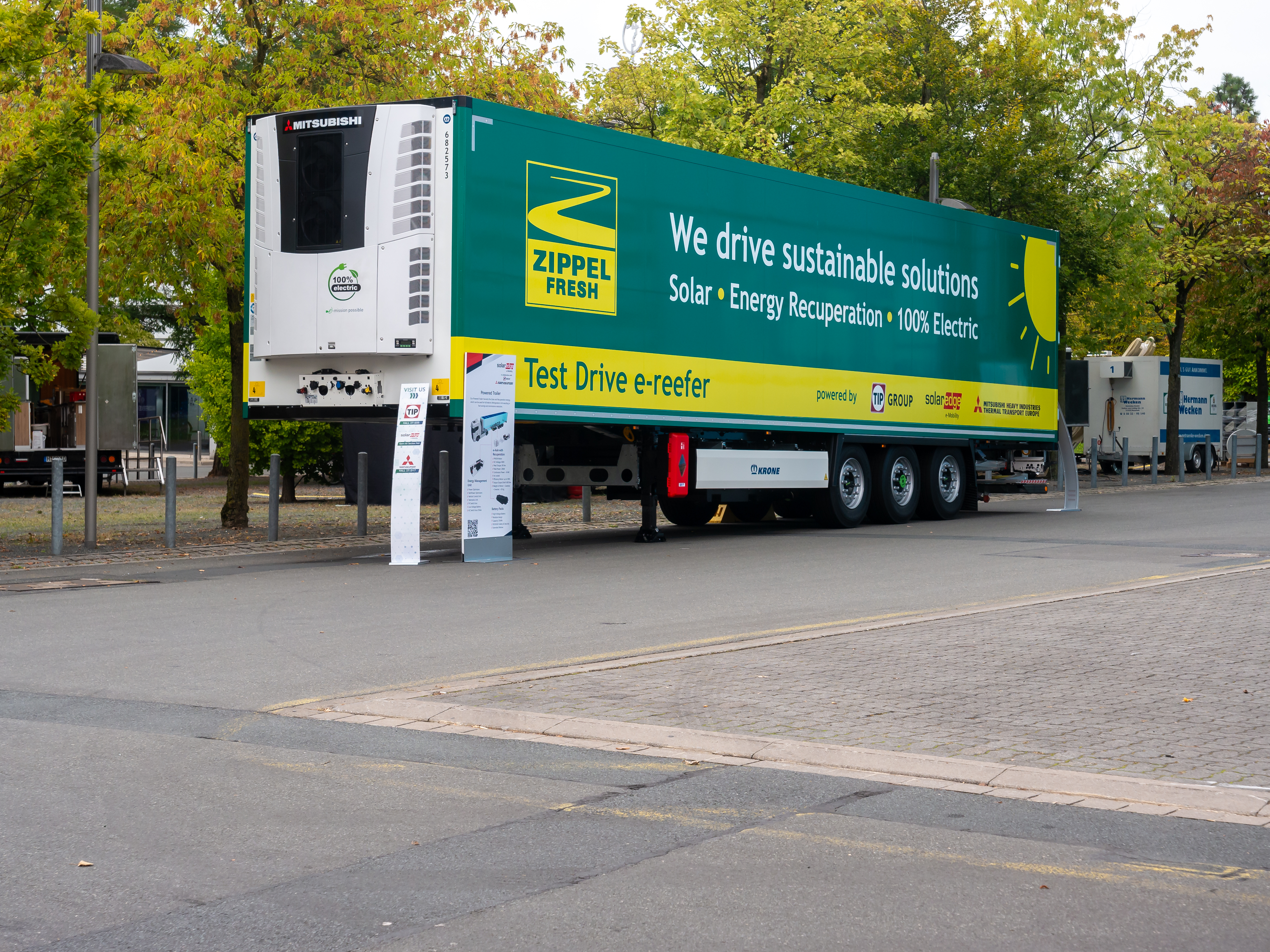
Gekühlter Sattelauflieger von Krone

Das Fahrzeugwerk Bernard Krone stellt Pritschen-, Wechselbrücken- und Baustoff-Anhänger, Lang-Lkws, Trockenfrachtkofferfahrgestelle sowie elektrisch angetriebene Trailer, Pritschensattelauflieger und Containerchassis her. Brüggen produziert Wechselsysteme und sogenannte Trockenfrachtkoffer sowie Kühlauflieger. Gigant fertigt Achsen und Federeinheiten für Nutzfahrzeuge, während von Knapen Schubbodenauflieger für den europäischen Markt gefertigt werden. Die Produktionsstätte im türkischen Tire produziert Pritschensattelauflieger und Containerchassis für die Absatzregionen Nordafrika, Osteuropa und den Nahen Osten.